# Ungnam-dong
Ungnam-dong (koreanska: 웅남동) är en stadsdel i staden Changwon i provinsen Södra Gyeongsang i den sydöstra delen av Sydkorea, 300 km sydost om huvudstaden Seoul. Den ligger i stadsdistriktet Seongsan-gu.